# 联合阵线 (厄瓜多尔)
联合阵线（西班牙語：Frente UNIDOS）是厄瓜多尔的一个已不存在的左翼政党联盟。该联盟成立于2014年9月18日。2018年，该联盟解散。该联盟的意识形态是21世纪社会主义、进步主义。该党的领袖是莱宁·莫雷诺。该联盟的总部位于基多。该联盟的成员有：主权祖国联盟运动、厄瓜多尔社会党、厄瓜多尔共产党、厄瓜多尔共产党 (2012年)、厄瓜多尔共产主义青年、阿尔法罗活着该死政治运动等。